# مزرعه سرگرمی
مزرعه سرگرمی (که در نیوزلند بلوک سبک زندگی نیز نامیده می‌شود، یا در استرالیا زندگی هکتاری یا منطقه مسکونی روستایی) یک مزرعه کوچک است که بدون انتظار اینکه منبع درآمد اولیه باشد، نگهداری می‌شود. برخی از آنها صرفاً برای تهیه زمین‌های تفریحی برای اسب‌ها یا استفاده‌های دیگر برگزار می‌شوند. برخی دیگر به عنوان مزارع کاری برای درآمد ثانویه مدیریت می‌شوند، یا حتی با ضررهای مداوم به عنوان یک انتخاب سبک زندگی توسط افرادی که دارای امکانات لازم برای انجام این کار هستند اداره می‌شوند و بیشتر شبیه یک خانه روستایی هستند تا یک تجارت.